# Румыния на летних Олимпийских играх 2012
Румыния на летних Олимпийских играх 2012 года была представлена в пятнадцати видах спорта.

## Награды

### Медалисты
| Медаль  | Спортсмен                                                              | Вид спорта            | Дисциплина                                   | Дата      |
| ------- | ---------------------------------------------------------------------- | --------------------- | -------------------------------------------- | --------- |
| Золото  | Алин Молдовяну                                                         | Стрельба              | Мужчины, пневматическая винтовка (10 метров) | 30 июля   |
| Золото  | Сандра Избаша                                                          | Спортивная гимнастика | Женщины, опорный прыжок                      | 5 августа |
| Серебро | Алина Думитру                                                          | Дзюдо                 | Женщины, до 48 кг                            | 28 июля   |
| Серебро | Корина Кэприориу                                                       | Дзюдо                 | Женщины, до 57 кг                            | 30 июля   |
| Серебро | Роксана Кокош                                                          | Тяжёлая атлектика     | Женщины, до 69 кг                            | 1 августа |
| Серебро | Рареш Думитреску Тибериу Долничану Флорин Заломир Александру Сирицяну  | Фехтование            | командная сабля (мужчины)                    | 3 августа |
| Серебро | Каталина Понор                                                         | Спортивная гимнастика | Женщины, вольные упражнения                  | 7 августа |
| Бронза  | Диана Булимар Диана Келару Лариса Йордаке Сандра Избаша Каталина Понор | Спортивная гимнастика | Женщины, командное первенство                | 31 июля   |
| Бронза  | Рэзван Мартин                                                          | Тяжёлая атлетика      | Мужчины, до 69 кг                            | 31 июля   |

| Медали по дням | Медали по дням | Медали по дням | Медали по дням | Медали по дням | Медали по дням | Медали по дням |
| -------------- | -------------- | -------------- | -------------- | -------------- | -------------- | -------------- |
| День           | Дата           |                |                |                | Всего          |                |
| День 1         | 28 июля        | 0              | 1              | 0              | 1              |                |
| День 2         | 29 июля        | 0              | 0              | 0              | 0              |                |
| День 3         | 30 июля        | 1              | 1              | 0              | 2              |                |
| День 4         | 31 июля        | 0              | 0              | 2              | 2              |                |
| День 5         | 1 августа      | 0              | 1              | 0              | 1              |                |
| День 6         | 2 августа      | 0              | 0              | 0              | 0              |                |
| День 7         | 3 августа      | 0              | 1              | 0              | 1              |                |
| День 8         | 4 августа      | 0              | 0              | 0              | 0              |                |
| День 9         | 5 августа      | 1              | 0              | 0              | 1              |                |
| День 10        | 6 августа      | 0              | 0              | 0              | 0              |                |
| День 11        | 7 августа      | 0              | 1              | 0              | 1              |                |
| День 12        | 8 августа      | 0              | 0              | 0              | 0              |                |
| День 13        | 9 августа      | 0              | 0              | 0              | 0              |                |
| День 14        | 10 августа     | 0              | 0              | 0              | 0              |                |
| День 15        | 11 августа     | 0              | 0              | 0              | 0              |                |
| День 16        | 12 августа     | 0              | 0              | 0              | 0              |                |
| Всего          | Всего          | 2              | 5              | 2              | 9              |                |

| Вид спорта            |   |   |   | Всего |
| Спортивная гимнастика | 1 | 1 | 1 | 3     |
| Стрельба              | 1 | 0 | 0 | 1     |
| Дзюдо                 | 0 | 2 | 0 | 2     |
| Тяжёлая атлетика      | 0 | 1 | 1 | 2     |
| Фехтование            | 0 | 1 | 0 | 1     |
| Всего                 | 2 | 5 | 2 | 9     |

| Медали по полу | Медали по полу | Медали по полу | Медали по полу | Медали по полу |
| -------------- | -------------- | -------------- | -------------- | -------------- |
| Пол            |                |                |                | Всего          |
| Мужчины        | 1              | 1              | 1              | 3              |
| Женщины        | 1              | 4              | 1              | 6              |
| Всего          | 2              | 5              | 2              | 9              |

## Результаты соревнований

### Академическая гребля
Женщины
| Соревнование | Спортсмены | Отборочная гонка | Отборочная гонка | Полуфинал | Полуфинал | Финал   | Финал |
| Соревнование | Спортсмены | Время            | Место            | Время     | Место     | Время   | Место |
| ------------ | --- | ---------------- | ---------------- | --------- | --------- | ------- | ----- |
| Двойки       | Джорджета Дамьян-Андрунаке Вьорика Сусану                                                                                   | 7:05,39          | 3                | 7:08,42   | 1         | 7:37,67 | 5     |
| Восьмерки    | Николета Альбу Эникё Барабаш Роксана Коджану Аделина Кожокариу Ирина Дорняну Талида Гидой Кристина Григораш Камелия Лупашку | 6:16,61          | 2                | 6:16,16   | 2         | 6:17,64 | 4     |

### Бокс
Мужчины
| Соревнование    | Спортсмены | 1-й раунд                 | 2-й раунд            | Четвертьфинал        | Полуфинал            | Финал                | Место |
| Соревнование    | Спортсмены | Соперник Результат        | Соперник Результат   | Соперник Результат   | Соперник Результат   | Соперник Результат   | Место |
| --------------- | ---------- | ------------------------- | -------------------- | -------------------- | -------------------- | -------------------- | ----- |
| до 75 кг        |            |                           |                      |                      |                      |                      |       |
| Богдан Журатони |            | Аббос Атоев (UZB) П 10-12 | Завершил выступление | Завершил выступление | Завершил выступление | Завершил выступление |       |

Женщины
| Соревнование    | Спортсменка           | Первый раунд          | Четвертьфинал         | Полуфинал             | Финал                 | Место |
| Соревнование    | Спортсменка           | Соперник Результат    | Соперник Результат    | Соперник Результат    | Соперник Результат    | Место |
| --------------- | --------------------- | --------------------- | --------------------- | --------------------- | --------------------- | ----- |
| до 60 кг        |                       |                       |                       |                       |                       |       |
| Михаэла Лэкэтуш | Тон Чхэн (CHN) П 5-10 | Завершила выступление | Завершила выступление | Завершила выступление | Завершила выступление |       |

### Борьба
Мужчины
Вольная борьба
| Соревнование | Спортсмены    | Первый раунд       | Второй раунд                | Четвертьфинал        | Полуфинал            | Финал                | Утешительный Четвертьфинал | Утешительный Полуфинал | Финал За 3-е место   | Место |
| Соревнование | Спортсмены    | Соперник Результат | Соперник Результат          | Соперник Результат   | Соперник Результат   | Соперник Результат   | Соперник Результат         | Соперник Результат     | Соперник Результат   | Место |
| ------------ | ------------- | ------------------ | --------------------------- | -------------------- | -------------------- | -------------------- | -------------------------- | ---------------------- | -------------------- | ----- |
| до 120 кг    | Рареш Кинтоан |                    | Даулет Шабанбай (KAZ) П 1-3 | Завершил выступление | Завершил выступление | Завершил выступление | Завершил выступление       | Завершил выступление   | Завершил выступление | 10    |

Греко-римская борьба
| Соревнование | Спортсмены           | Первый раунд          | Второй раунд         | Четвертьфинал        | Полуфинал            | Финал                | Утешительный Четвертьфинал | Утешительный Полуфинал | Финал За 3-е место   | Место |
| Соревнование | Спортсмены           | Соперник Результат    | Соперник Результат   | Соперник Результат   | Соперник Результат   | Соперник Результат   | Соперник Результат         | Соперник Результат     | Соперник Результат   | Место |
| ------------ | -------------------- | --------------------- | -------------------- | -------------------- | -------------------- | -------------------- | -------------------------- | ---------------------- | -------------------- | ----- |
| до 96 кг     | Алин Алексук-Чурариу | Элис Гури (BUL) П 0-3 | Завершил выступление | Завершил выступление | Завершил выступление | Завершил выступление | Завершил выступление       | Завершил выступление   | Завершил выступление | 16    |

### Гимнастика
Спортсменов — 21

#### Спортивная гимнастика
В квалификационном раунде проходил отбор, как в финал командного многоборья, так и в финалы личных дисциплин. В финал индивидуального многоборья отбиралось 24 спортсмена с наивысшими результатами, а в финалы отдельных упражнений по 8 спортсменов, причём в финале личных дисциплин страна не могла быть представлена более, чем 2 спортсменами. В командном многоборье в квалификации на каждом снаряде выступали по 4 спортсмена, а в зачёт шли три лучших результата. В финале командных соревнований на каждом снаряде выступало по три спортсмена и все три результата шли в зачёт.
Мужчины
| Соревнование              | Спортсмены                                                              | Квалификация | Квалификация | Финал                 | Финал                 |
| Соревнование              | Спортсмены                                                              | Баллы        | Место        | Баллы                 | Место                 |
| ------------------------- | ----------------------------------------------------------------------- | ------------ | ------------ | --------------------- | --------------------- |
| Командное многоборье      | Кристиан Бэцагэ Мариус Бербекар Овидиу Буйдосо Влад Котуна Флавиус Кощи | 262,567      | 10           | Завершили выступление | Завершили выступление |
| Индивидуальное многоборье | Флавиус Кощи                                                            | 85.865       | 25           | Завершил выступление  | Завершил выступление  |
| Вольные упражнения        | Флавиус Кощи                                                            | 15,666       | 3            | 15,100                | 7                     |
| Опорный прыжок            | Флавиус Кощи                                                            | 15,949       | 6            | 15,633                | 7                     |

Женщины
| Соревнование         | Спортсмен                                                              | Квалификация | Квалификация | Финал                 | Финал                 |
| Соревнование         | Спортсмен                                                              | Баллы        | Место        | Баллы                 | Место                 |
| -------------------- | ---------------------------------------------------------------------- | ------------ | ------------ | --------------------- | --------------------- |
| Командное первенство | Диана Булимар Диана Келару Лариса Йордаке Сандра Избаша Каталина Понор | 176,264      | 4            | 176,414               | 3                     |
| Многоборье           | Лариса Йордаке                                                         | 57,800       | 9            | 57,965                | 9                     |
| Многоборье           | Сандра Избаша                                                          | 57,532       | 11           | 58,833                | 5                     |
| Опорный прыжок       | Сандра Избаша                                                          | 15,316       | 2            | 15,191                | 1                     |
| Бревно               | Лариса Йордаке                                                         | 14,800       | 11           | 14,200                | 6                     |
| Бревно               | Каталина Понор                                                         | 15,033       | 8            | 15,066                | 4                     |
| Вольные упражнения   | Сандра Избаша                                                          | 15,066       | 2            | 13,333                | 8                     |
| Вольные упражнения   | Каталина Понор                                                         | 14,600       | 7            | 15,200                | 2                     |
| Вольные упражнения   | Диана Келару                                                           | 14,333       | 10           | Завершила выступление | Завершила выступление |

### Велоспорт

#### Шоссейный велоспорт
Мужчины
| Соревнование    | Спортсмены    | Время | Место |
| --------------- | ------------- | ----- | ----- |
| групповая гонка | Андрей Некита | DNF   | DNF   |

### Гребля на байдарках и каноэ
Спортсменов — 16

#### Гребля на гладкой воде
Мужчины
| Соревнование | Спортсмены                                            | Предварительный этап | Предварительный этап | Полуфиналы | Полуфиналы | Финал    | Финал |
| Соревнование | Спортсмены                                            | Время                | Место                | Время      | Место      | Время    | Место |
| ------------ | ----------------------------------------------------- | -------------------- | -------------------- | ---------- | ---------- | -------- | ----- |
| Б-2, 200 м   | Богдан Мада Йонуц Митря                               | 32,978               | 5                    | 34,253     | 5          | 46,495   | 13    |
| Б-4, 1000 м  | Петрус Гаврила Тони Йонетику Траян Нягу Штефан Василе | 3:12,371             | 4                    | 2:55,027   | 5          | 2:58,223 | 8     |
| К-1, 1000 м  | Иосиф Кирилэ                                          | 4:05,863             | 1                    | 4:07,794   | 6          | 3:59,730 | 11    |
| К-2, 1000 м  | Александру Думитреску Виктор Михалаки                 | 3:43,787             | 4                    | 3:36,551   | 3          | 3:43,005 | 7     |

Женщины
| Соревнование | Спортсмены                | Предварительный этап | Предварительный этап | Полуфиналы | Полуфиналы | Финал    | Финал |
| Соревнование | Спортсмены                | Время                | Место                | Время      | Место      | Время    | Место |
| ------------ | ------------------------- | -------------------- | -------------------- | ---------- | ---------- | -------- | ----- |
| Б-2, 500 м   | Ирина Лаурик Юлиана Палеу | 1:46,001             | 3                    | 1:49,216   | 8          | 1:52,468 | 16    |

### Водные виды спорта

#### Плавание
Спортсменов — 4
В следующий раунд на каждой дистанции проходят лучшие спортсмены по времени, независимо от места занятого в своём заплыве.
Мужчины
| Соревнование        | Спортсмен         | Предварительные заплывы | Предварительные заплывы | Полуфиналы           | Полуфиналы           | Финал                | Финал                |
| Соревнование        | Спортсмен         | Результат               | Место                   | Результат            | Место                | Результат            | Место                |
| ------------------- | ----------------- | ----------------------- | ----------------------- | -------------------- | -------------------- | -------------------- | -------------------- |
| 50 м вольный стиль  | Норберт Трандафир | 22,22                   | 15                      | 22,30                | 16                   | Завершил выступление | Завершил выступление |
| 100 м вольный стиль | Норберт Трандафир | 49,02                   | 17                      | Завершил выступление | Завершил выступление | Завершил выступление | Завершил выступление |
| 200 м баттерфляй    | Александру Кочу   | 1:59,67                 | 29                      | Завершил выступление | Завершил выступление | Завершил выступление | Завершил выступление |
| 100 м брасс         | Драгош Агаке      | 1:02,93                 | 37                      | Завершил выступление | Завершил выступление | Завершил выступление | Завершил выступление |

Женщины
| Соревнование        | Спортсмен     | Предварительные заплывы | Предварительные заплывы | Полуфиналы            | Полуфиналы            | Финал                 | Финал                 |
| Соревнование        | Спортсмен     | Результат               | Место                   | Результат             | Место                 | Результат             | Место                 |
| ------------------- | ------------- | ----------------------- | ----------------------- | --------------------- | --------------------- | --------------------- | --------------------- |
| 200 м вольный стиль | Камелия Потек | 2:01,15                 | 25                      | Завершила выступление | Завершила выступление | Завершила выступление | Завершила выступление |
| 400 м вольный стиль | Камелия Потек | 4:11,43                 | 20                      |                       |                       | Завершила выступление | Завершила выступление |
| 800 м вольный стиль | Камелия Потек | 8:38,44                 | 23                      |                       |                       | Завершила выступление | Завершила выступление |

### Дзюдо
Мужчины
| Соревнование | Спортсмен         | 1/32               | 1/16                                 | 1/8                                 | Четвертьфиналы       | Полуфиналы           | Финал                | Утешительный полуфинал | Финал За 3 место     | Место |
| Соревнование | Спортсмен         | Соперник Результат | Соперник Результат                   | Соперник Результат                  | Соперник Результат   | Соперник Результат   | Соперник Результат   | Соперник Результат     | Соперник Результат   | Место |
| ------------ | ----------------- | ------------------ | ------------------------------------ | ----------------------------------- | -------------------- | -------------------- | -------------------- | ---------------------- | -------------------- | ----- |
| до 66 кг     | Дан Фышие         |                    | Давид Ларозе (FRA) П 0000 — 0100     | Завершил выступление                | Завершил выступление | Завершил выступление | Завершил выступление | Завершил выступление   | Завершил выступление |       |
| до 100 кг    | Даниэль Брата     |                    | Леван Жоржолиани (GEO) П 0013 — 0102 | Завершил выступление                | Завершил выступление | Завершил выступление | Завершил выступление | Завершил выступление   | Завершил выступление |       |
| свыше 100 кг | Влэдуц Симионеску |                    | Юрий Краковецкий (KGZ) В 1001 — 0001 | Андреас Тёльцер (GER) П 1000 — 0000 | Завершил выступление | Завершил выступление | Завершил выступление | Завершил выступление   | Завершил выступление |       |

Женщины
| Соревнование | Спортсмен        | 1/16                             | 1/8                                         | Четвертьфиналы                           | Полуфиналы                        | Финал                              | Утешительный полуфинал | Финал За 3 место      | Место |
| Соревнование | Спортсмен        | Соперник Результат               | Соперник Результат                          | Соперник Результат                       | Соперник Результат                | Соперник Результат                 | Соперник Результат     | Соперник Результат    | Место |
| ------------ | ---------------- | -------------------------------- | ------------------------------------------- | ---------------------------------------- | --------------------------------- | ---------------------------------- | ---------------------- | --------------------- | ----- |
| до 48 кг     | Алина Думитру    |                                  | Дайарис Местре Альварес (CUB) В 1000 — 0000 | Уранцецег Мунхбат (MGL) В 0011 — 0001    | Томоко Фукуми (JPN) В 0102 — 0011 | Сара Менезес (BRA) П 0000 — 0011   |                        |                       | 2     |
| до 52 кг     | Андрея Кицу      | Сорая Хаддад (ALG) В 0100 — 0000 | Илс Эйлен (BEL) П 0000 — 0010               | Завершила выступление                    | Завершила выступление             | Завершила выступление              | Завершила выступление  | Завершила выступление |       |
| до 57 кг     | Корина Кэприориу | Ван Хуй (CHN) В 0102 — 0000      | Салли Рагуиб (DJI) В 0100 — 0000            | Хедвиг Каракас (HUN) В 0000 — 0000 судьи | Марти Маллой (USA) В 0100 — 0000  | Каори Мацумото (JPN) П 0000 — 0100 |                        |                       | 2     |

### Лёгкая атлетика
Спортсменов — 22
Мужчины
| Дисциплина      | Спортсмен      | Финал     | Финал |
| Дисциплина      | Спортсмен      | Результат | Место |
| --------------- | -------------- | --------- | ----- |
| марафон         | Мариус Ионеску | 2:16,28   | 26    |
| ходьба на 50 км | Мариус Кочоран | 3:57,52   | 39    |

Женщины
| Дисциплина      | Спортсмен           | Предварительный раунд | Предварительный раунд | Четвертьфиналы        | Четвертьфиналы        | Полуфиналы            | Полуфиналы            | Финал                 | Финал                 |
| Дисциплина      | Спортсмен           | Результат             | Место                 | Результат             | Место                 | Результат             | Место                 | Результат             | Место                 |
| --------------- | ------------------- | --------------------- | --------------------- | --------------------- | --------------------- | --------------------- | --------------------- | --------------------- | --------------------- |
| 100 м           | Андреа Огрэзяну     |                       |                       | 11,44                 | 5                     | Завершила выступление | Завершила выступление | Завершила выступление | Завершила выступление |
| 200 м           | Андреа Огрэзяну     | 23,46                 | 6                     |                       |                       | Завершила выступление | Завершила выступление | Завершила выступление | Завершила выступление |
| 400 м           | Бьянка Рэзор        | 52,83                 | 5                     |                       |                       | Завершила выступление | Завершила выступление | Завершила выступление | Завершила выступление |
| 800 м           | Елена Мирела Лаврик | 2:01,65               | 4                     |                       |                       | 2:00,46               | 7                     | Завершила выступление | Завершила выступление |
| 5 000 м         | Роксана Бырчэ       | 16:01,04              | 18                    |                       |                       |                       |                       | Завершила выступление | Завершила выступление |
| 100 м с/б       | Анджела Морошану    | 56,64                 | 5                     |                       |                       | Завершила выступление | Завершила выступление | Завершила выступление | Завершила выступление |
| 3 000 м с/п     | Анкуца Бобочел      | 9:31,06               | 6                     |                       |                       |                       |                       | Завершила выступление | Завершила выступление |
| 3 000 м с/п     | Кристина Касандра   | 9:58,83               | 13                    | Завершила выступление | Завершила выступление |                       |                       |                       |                       |
| марафон         | Константина Дицэ    |                       |                       |                       |                       |                       |                       | 2:41,34               | 86                    |
| марафон         | Лидия Шимон         | 2:32,46               | 45                    |                       |                       |                       |                       |                       |                       |
| ходьба на 20 км | Клаудия Штеф        |                       |                       |                       |                       |                       |                       | 1:33,56               | 38                    |
| прыжки в длину  | Вьорика Цигэу       | 6,21                  | 24                    |                       |                       |                       |                       | Завершила выступление | Завершила выступление |
| тройной прыжок  | Кристина Бужин      | NM                    | —                     |                       |                       |                       |                       | Завершила выступление | Завершила выступление |
| прыжки в высоту | Эстера Петре        | 1,85                  | 20                    |                       |                       |                       |                       | Завершила выступление | Завершила выступление |
| метание диска   | Николета Грасу      | 61,86                 | 14                    |                       |                       |                       |                       | Завершила выступление | Завершила выступление |
| метание молота  | Бьянка Перие        | 68,34                 | 22                    |                       |                       |                       |                       | Завершила выступление | Завершила выступление |

### Настольный теннис
Спортсменов — 3
Соревнования по настольному теннису проходили по системе плей-офф. Каждый матч продолжался до тех пор, пока один из теннисистов не выигрывал 4 партии. Сильнейшие 16 спортсменов начинали соревнования с третьего раунда, следующие 16 по рейтингу стартовали со второго раунда.
Мужчины
| Соревнование     | Спортсмены         | Квалификация       | Первый раунд       | Второй раунд       | Третий раунд                | 1/8 финала               | Четвертьфинал                   | Полуфинал            | Финал                | Место |
| Соревнование     | Спортсмены         | Соперник Результат | Соперник Результат | Соперник Результат | Соперник Результат          | Соперник Результат       | Соперник Результат              | Соперник Результат   | Соперник Результат   | Место |
| ---------------- | ------------------ | ------------------ | ------------------ | ------------------ | --------------------------- | ------------------------ | ------------------------------- | -------------------- | -------------------- | ----- |
| Одиночный разряд | Адриан Кришан (15) | Не участвовал      | Не участвовал      | Не участвовал      | Хэ Чживэнь (ESP) (30) В 4:2 | Т. Болль (GER) (4) В 4:1 | Чжуан Цзиньюань (TPE) (5) П 0:4 | Завершил выступление | Завершил выступление | 5     |

Женщины
Одиночный разряд
| Соревнование     | Спортсмены | Предварительный раунд | Первый раунд                | Второй раунд        | Третий раунд          | Четвёртый раунд       | Четвертьфинал         | Полуфинал             | Финал              |
| Соревнование     | Спортсмены | Соперник Результат    | Соперник Результат          | Соперник Результат  | Соперник Результат    | Соперник Результат    | Соперник Результат    | Соперник Результат    | Соперник Результат |
| ---------------- | ---------- | --------------------- | --------------------------- | ------------------- | --------------------- | --------------------- | --------------------- | --------------------- | ------------------ |
| Одиночный разряд |            |                       |                             |                     |                       |                       |                       |                       |                    |
| Даньела Додян    |            |                       | Татьяна Биленко (UKR) В 4—3 | Дин Нин (CHN) П 0—4 | Завершила выступление | Завершила выступление | Завершила выступление | Завершила выступление |                    |
| Элизабета Самара |            |                       | Дина Мешреф (EGY) В 4—1     | Те Я На (HKG) В 4—2 | Ли Цзяо (NED) П 2—4   | Завершила выступление | Завершила выступление | Завершила выступление |                    |

### Стрельба
Мужчины
| Соревнование                       | Спортсмены | Квалификация | Квалификация | Финал     | Финал |
| Соревнование                       | Спортсмены | Результат    | Место        | Результат | Место |
| ---------------------------------- | ---------- | ------------ | ------------ | --------- | ----- |
| Пневматическая винтовка, 10 метров |            |              |              |           |       |
| Алин Молдовяну                     | 599        | 2            | 702,1        | 1         |       |

Женщины
| Соревнование  | Спортсмены | Квалификация | Квалификация          | Финал                 | Финал |
| Соревнование  | Спортсмены | Результат    | Место                 | Результат             | Место |
| ------------- | ---------- | ------------ | --------------------- | --------------------- | ----- |
| Скит          |            |              |                       |                       |       |
| Луча Михалаке | 65         | 12           | Завершила выступление | Завершила выступление |       |

### Теннис
Спортсменов — 5
Мужчины
| Соревнование     | Спортсмены               | 1/32 финала                  | 1/16 финала                                          | 1/8 финала            | Четвертьфинал         | Полуфинал             | Матч за 3-е место     | Финал                 | Место                 |
| Соревнование     | Спортсмены               | Соперник Счёт                | Соперник Счёт                                        | Соперник Счёт         | Соперник Счёт         | Соперник Счёт         | Соперник Счёт         | Соперник Счёт         | Место                 |
| ---------------- | ------------------------ | ---------------------------- | ---------------------------------------------------- | --------------------- | --------------------- | --------------------- | --------------------- | --------------------- | --------------------- |
| Одиночный разряд | Адриан Унгур             | Жиль Мюллер (LUX) П 3-6, 3-6 | Завершил выступление                                 | Завершил выступление  | Завершил выступление  | Завершил выступление  | Завершил выступление  | Завершил выступление  | Завершил выступление  |
| Парный разряд    | Адриан Унгур Хория Текэу |                              | Даниэль Нестор Вашек Поспишил (CAN) П 3-6, 6-7(9-11) | Завершили выступление | Завершили выступление | Завершили выступление | Завершили выступление | Завершили выступление | Завершили выступление |

Женщины
| Соревнование     | Спортсмены                 | 1/32 финала                             | 1/16 финала                                   | 1/8 финала            | Четвертьфинал         | Полуфинал             | Матч за 3-е место     | Финал                 | Место                 |                       |
| Соревнование     | Спортсмены                 | Соперник Счёт                           | Соперник Счёт                                 | Соперник Счёт         | Соперник Счёт         | Соперник Счёт         | Соперник Счёт         | Соперник Счёт         | Место                 |                       |
| ---------------- | -------------------------- | --------------------------------------- | --------------------------------------------- | --------------------- | --------------------- | --------------------- | --------------------- | --------------------- | --------------------- | --------------------- |
| Одиночный разряд | Ирина-Камелия Бегу         | Виктория Азаренко (BLR) П 1-6, 6-3, 1-6 | Завершила выступление                         | Завершила выступление | Завершила выступление | Завершила выступление | Завершила выступление | Завершила выступление | Завершила выступление |                       |
| Одиночный разряд | Сорана Кырстя              | Флавия Пеннетта (ITA) П 2-6, 6-4, 2-6   | Завершила выступление                         | Завершила выступление | Завершила выступление | Завершила выступление | Завершила выступление | Завершила выступление | Завершила выступление |                       |
| Одиночный разряд | Симона Халеп               | Ярослава Шведова (KAZ) П 4-6, 2-6       | Завершила выступление                         | Завершила выступление | Завершила выступление | Завершила выступление | Завершила выступление | Завершила выступление | Завершила выступление |                       |
| Парный разряд    | Сорана Кырстя Симона Халеп |                                         | Серена Уильямс Винус Уильямс (USA) П 3-6, 2-6 | Завершили выступление | Завершили выступление | Завершили выступление | Завершили выступление | Завершили выступление | Завершили выступление | Завершили выступление |

### Тяжёлая атлетика
Спортсменов — 4
Мужчины
| Категория | Спортсмен         | Вес   | Рывок | Рывок | Рывок | Толчок | Толчок | Толчок | Всего | Место |
| Категория | Спортсмен         | Вес   | 1     | 2     | 3     | 1      | 2      | 3      | Всего | Место |
| --------- | ----------------- | ----- | ----- | ----- | ----- | ------ | ------ | ------ | ----- | ----- |
| до 56 кг  | Флорин Кройтору   | 55,90 | 121   | 125   | 125   | 145    | 145    | 147    | 268   | 9     |
| до 69 кг  | Рэзван Мартин     | 68,61 | 149   | 152   | 152   | 177    | 180    | 182    | 332   | 3     |
| до 85 кг  | Габриэль Сынкрэян | 84.07 | 167   | 167   | 167   | —      | —      | —      | —     | —     |

Женщины
| Категория | Спортсмен     | Вес   | Рывок | Рывок | Рывок | Толчок | Толчок | Толчок | Всего | Место |
| Категория | Спортсмен     | Вес   | 1     | 2     | 3     | 1      | 2      | 3      | Всего | Место |
| --------- | ------------- | ----- | ----- | ----- | ----- | ------ | ------ | ------ | ----- | ----- |
| до 69 кг  | Роксана Кокош | 68.00 | 110   | 108   | 111   | 113    | 138    | 143    | 146   | 2     |

### Фехтование
Спортсменов — 10
В индивидуальных соревнованиях спортсмены сражаются три раунда по три минуты, либо до того момента, как один из спортсменов нанесёт 15 уколов. В командных соревнованиях поединок идёт 9 раундов по 3 минуты каждый, либо до 45 уколов. Если по окончании времени в поединке зафиксирован ничейный результат, то назначается дополнительная минута до «золотого» укола.
Мужчины
| Соревнование          | Спортсмены                                                            | 1/32 финала                          | 1/16 финала                        | 1/8 финала                        | Четвертьфиналы              | Полуфиналы                     | Матч за 3-е место               | Финал                | Место                |
| Соревнование          | Спортсмены                                                            | Соперник Результат                   | Соперник Результат                 | Соперник Результат                | Соперник Результат          | Соперник Результат             | Соперник Результат              | Соперник Результат   | Место                |
| --------------------- | --------------------------------------------------------------------- | ------------------------------------ | ---------------------------------- | --------------------------------- | --------------------------- | ------------------------------ | ------------------------------- | -------------------- | -------------------- |
| Индивидуальная рапира | Раду Дэрэбан                                                          | Чхой Николас Эдвардс (HKG) В 15 — 12 | Валерио Аспромонте (ITA) П 11 — 15 | Завершил выступление              | Завершил выступление        | Завершил выступление           | Завершил выступление            | Завершил выступление | Завершил выступление |
| Индивидуальная сабля  | Тибериу Долничану                                                     |                                      | Дэрил Гомер (USA) П 11 — 15        | Завершил выступление              | Завершил выступление        | Завершил выступление           | Завершил выступление            | Завершил выступление | Завершил выступление |
| Индивидуальная сабля  | Рареш Думитреску                                                      |                                      | Дмитрий Бойко (UKR) В 15 — 12      | Александр Буйкевич (BLR) В 15 — 6 | Дэрил Гомер (USA) В 15 — 13 | Диего Оккьюцци (ITA) П 11 — 15 | Николай Ковалёв (RUS) П 10 — 15 | Завершил выступление | 4                    |
| Индивидуальная сабля  | Флорин Заломир                                                        | Моджтаба Абедини (IRI) В 15 — 7      | Ку Бон Кил (KOR) П 12 — 15         | Завершил выступление              | Завершил выступление        | Завершил выступление           | Завершил выступление            | Завершил выступление | Завершил выступление |
| Командная сабля       | Тибериу Долничану Рареш Думитреску Флорин Заломир Александру Сирицяну |                                      |                                    |                                   | Китай В 45 — 30             | Россия В 45:43                 |                                 | Южная Корея П 26:45  | 2                    |

Женщины
| Соревнование         | Спортсмены                                              | 1/32 финала                     | 1/16 финала                           | 1/8 финала                   | Четвертьфиналы        | Полуфиналы            | Матч за 3-е место     | Финал                 | Место                 |
| Соревнование         | Спортсмены                                              | Соперник Результат              | Соперник Результат                    | Соперник Результат           | Соперник Результат    | Соперник Результат    | Соперник Результат    | Соперник Результат    | Место                 |
| -------------------- | ------------------------------------------------------- | ------------------------------- | ------------------------------------- | ---------------------------- | --------------------- | --------------------- | --------------------- | --------------------- | --------------------- |
| Индивидуальная шпага | Ана Мария Брынзэ                                        |                                 | Сюй Цотин (TPE) В 15 — 8              | Яна Шемякина (UKR) П 13 — 14 | Завершила выступление | Завершила выступление | Завершила выступление | Завершила выступление | Завершила выступление |
| Индивидуальная шпага | Симона Герман                                           | Коринна Лоуренс (GBR) В 15 — 9  | Лора Флессель-Колович (FRA) В 15 — 13 | Яна Шемякина (UKR) П 14 — 15 | Завершила выступление | Завершила выступление | Завершила выступление | Завершила выступление |                       |
| Индивидуальная шпага | Анка Мэрой                                              | Елена Кривицкая (UKR) В 15 — 10 | Анна Сивкова (RUS) В 15 — 11          | Син А Лам (KOR) П 14 — 15    | Завершила выступление | Завершила выступление | Завершила выступление | Завершила выступление |                       |
| Командная шпага      | Ана Мария Брынзэ Симона Герман Анка Мэрой Лоредана Дину |                                 |                                       |                              | Южная Корея П 38 — 45 | Италия В 45 — 38 доп. | Германия П 36 — 45 5  | Завершили выступление | 6                     |
| Индивидуальная сабля | Бьянка Паску                                            |                                 | Чжу Минь (CHN) П 10 — 15              | Завершила выступление        | Завершила выступление | Завершила выступление | Завершила выступление | Завершила выступление | Завершила выступление |